# Vanga curvirostris
Vanga curvirostris е вид птица от семейство Vangidae, единствен представител на род Vanga.

## Разпространение
Видът е разпространен в Мадагаскар.